# Agnes Thorberg Wieth
Agnes Thorberg Wieth, född 31 maj 1886 i Köpenhamn, död 25 februari 1981, var en dansk skådespelare. Hon var gift med skådespelaren Carlo Wieth och mor till skådespelaren Mogens Wieth.

## Filmografi (urval)
- 1946 – Svar med amatörfoto
- 1947 – Tag vad du vill ha
- 1950 – Café Paradis